# Saint Jérôme (Stom)
Pour les articles homonymes, voir Saint-Jérôme (homonymie).
Saint Jérôme est un tableau réalisé par le peintre Matthias Stom vers 1635. Cette huile sur toile est une peinture chrétienne qui représente Jérôme de Stridon levant les yeux vers de la lumière divine provenant de derrière un crucifix alors qu'un crâne, un chapelet et un livre sont posés devant lui sur une table. La composition est resserrée et expressive. La diagonale lumineuse structure le tableau. Elle accentue les plis des vêtements et de la peau, notamment sur les mains du saint, soulignant la déchéance de la chair, l’expressivité des gestes et l’intensité de la méditation. Achetée à Pierre Cacault en 1810, l'œuvre fait partie des collections du musée d'Arts de Nantes, à Nantes, en France.